# RR de la Lira
RR de la Lira (RR Lyr) és un estel variable de la constel·lació de la Lira, situada a prop dels límits amb la constel·lació del Cigne. Essent l'estel més brillant del seu tipus, dona nom a una classe d'estels variables, les variables RR Lyrae. La seva lluminositat aparent varia entre 7 i 8 en un període de 13 hores i 36 minuts, amb un augment ràpid fins al màxim, seguit d'un declivi lent. La naturalesa variable dels RR Lyrae fou descoberta per l'astrònoma escocesa Williamina Fleming al Harvard College Observatory el 1901.

## Història

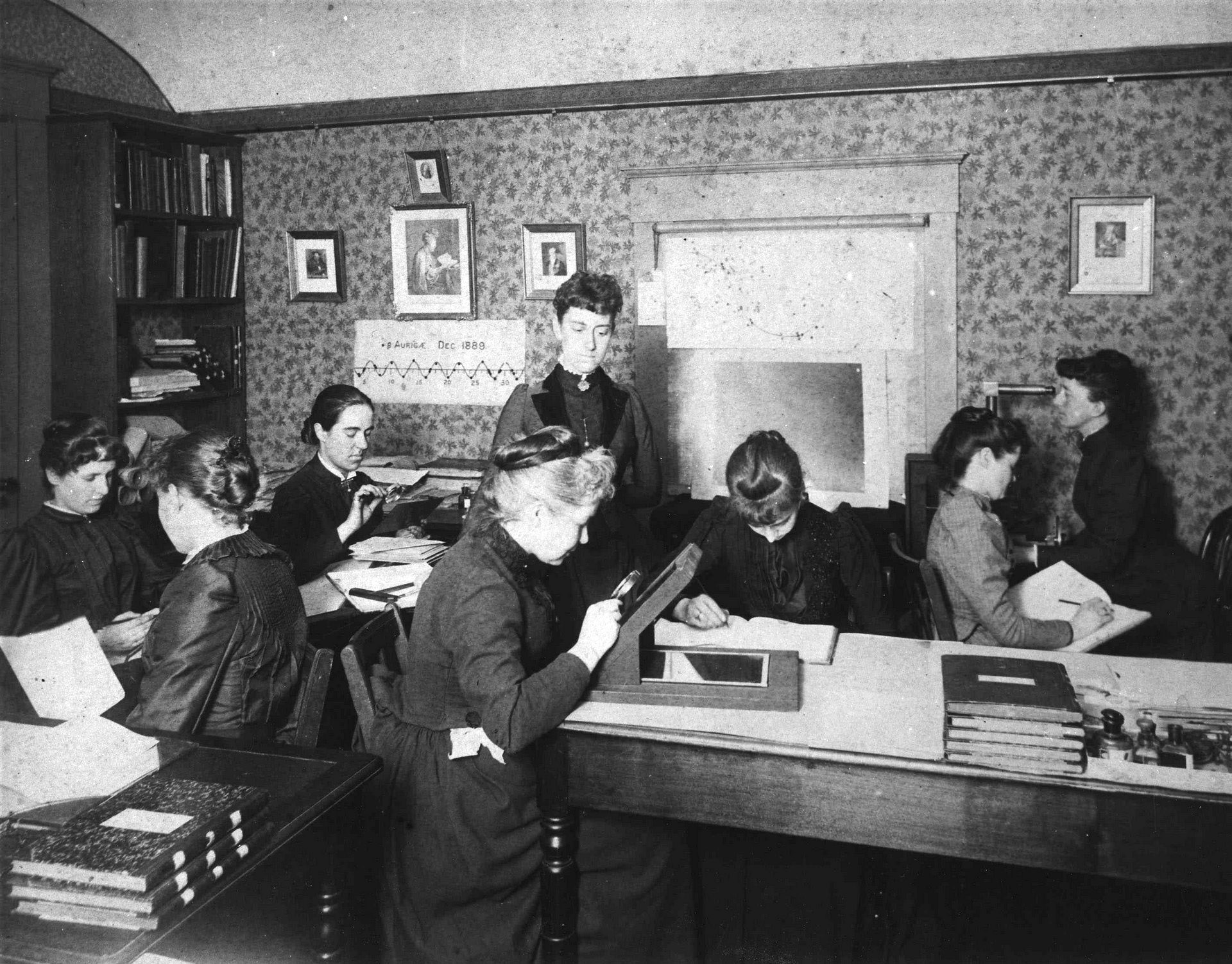
El grup d'Edward Charles Pickering a l'Observatori de Harvard incloïa Henrietta Swan Leavitt (1868–1921), Annie Jump Cannon (1863–1941), Williamina Fleming (1857–1911) i Antonia Maury (1866–1952).

El director de l'Observatori de Harvard a finals del segle xix, l'astrònom estatunidenc Edward Charles Pickering (1846-1919), i el seu extens equip de «computadores» —dones que es dedicaven amb cura a realitzar molts dels càlculs tediosos o a cercar plaques fotogràfiques a l'observatori— van publicar desenes de treballs i catàlegs detallant els seus esforços en cartografia estel·lar i fotometria, recerca d'asteroides i fotometria, i estrelles variables. Un d'aquests treballs fou un breu article en la Circular de Harvard Número 29 (1898) que descrivia una tècnica senzilla per a l'estudi de variables de període curt. En aquesta, Pickering descriu una tècnica per obtenir múltiples exposicions fotogràfiques d'una estrella en un curt període —una forma primitiva però efectiva de fotometria de sèrie temporal. Una placa fotogràfica s'exposava i cobria alternativament durant intervals preestablerts en un telescopi, l'alineació i velocitat de seguiment del qual no estaven precisament alineats amb el cel. El resultat era que s'obtenien múltiples exposicions d'una mateixa estrella durant una nit d'observació, permetent així determinar amb més eficiència els períodes de les estrelles variables de curt període.

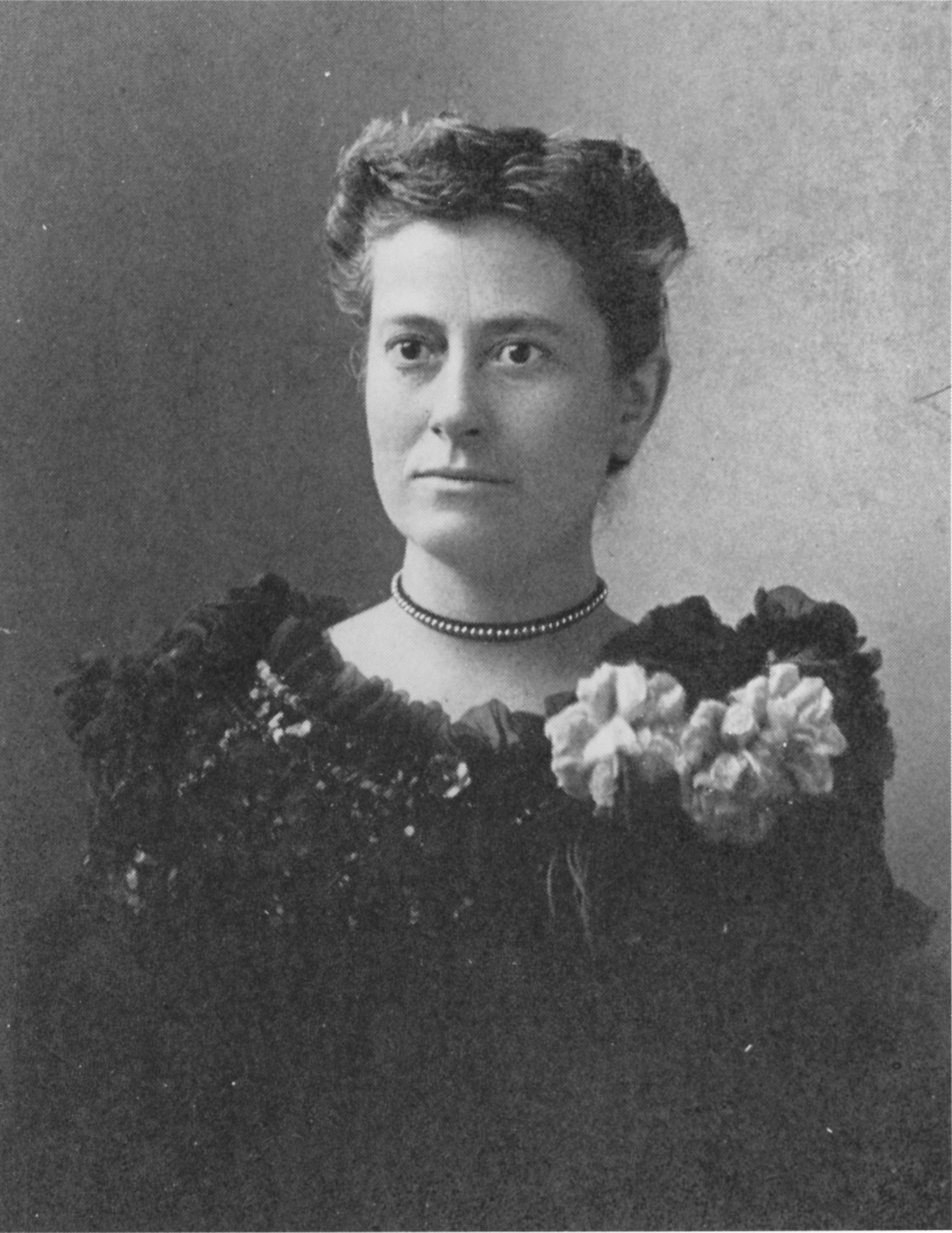
Williamina Paton Stevens Fleming circa 1890s.

En un article de 1901 a l'Astrophysical Journal, Pickering i les seves col·laboradores proporcionaren una llista de seixanta-quatre noves estrelles variables, una de les quals —una estrella a la constel·lació de la Lira, RR Lyr— fou descoberta utilitzant el mètode esmentat anteriorment en una placa del 13 de juliol de 1899. L'examen d'aquesta placa per una de les col·laboradores de Pickering, l'astrònoma d'origen escocès Williamina Fleming (1857-1911), revelà una estrella de període curt i gran amplitud. L'estrella, amb un rang de més de 3/4 de magnitud i un període de poc més de mig dia, s'assemblava clarament a les «variables de cúmul» —també descobertes per Fleming en la seva anàlisi de les plaques del sondeig de cúmuls de l'astrònom estatunidenc Solon Bailey (1854-1931) el 1893. Les observacions regulars d'aquesta «variable de cúmul» més brillant del camp es van iniciar a Harvard així com a altres importants observatoris, incloent-hi Lick i Mt. Wilson. La brillantor de RR Lyrae (entre la 7a i 8a magnitud aparent) la feia prou brillant per a ser observada espectroscòpicament, de manera que es podien rastrejar els canvis en el seu espectre al llarg del seu cicle de variabilitat. Això permeté als astrònoms mesurar canvis en el tipus espectral, així com detectar la presència de línies d'emissió.

Variacions de la magnitud aparent d'RR Lyrae amb el temps. La magnitud augmenta molt ràpidament, però decreix lentament.

Animació de variables RR Lirae en el cúmul M3.

En el seu exhaustiu article de revisió de 1916 sobre RR Lyrae, l'astrònom estatunidenc Harlow Shapley (1885-1972) deixà clar que la hipòtesi binària per a les variacions en les variables Cefeides (amb les quals incloïa les «variables de cúmul») era inconsistent tant amb les variacions espectroscòpiques com fotomètriques; els espectres suggerien que les «òrbites» d'aquestes binàries haurien de ser físicament impossibles de petites, mentre que la fotometria mostrava que les variacions en el temps de pujada fins al màxim requerien variacions físicament impossibles en els paràmetres orbitals hipotètics.
Shapley també notà un fet important sobre RR Lyrae utilitzant les observacions de l'astrònom estatunidenc Oliver Clinton Wendell (1845-1912) de Harvard, així com les seves pròpies: els temps de màxim i la forma de la corba de llum de RR Lyrae varien de manera cíclica amb un període d'aproximadament 40 dies. Aquest efecte, conegut posteriorment com a efecte Blazhko, descobert el 1907 per l'astrònom rus Seguei Blazhko (1870-1956), ha continuat sent un enigma per als astrofísics fins als nostres dies.
Tot i que RR Lyrae no fou la primera «estrella RR Lyrae» descoberta —tant les variables de cúmul com les dues estrelles de camp U Leporis, a la constel·lació de la Llebre, descoberta per l'astrònom neerlandès Jacobus Kapteyn (1851-1922) el 1889; i S Arae, a la constel·lació de l'Altar, confirmada pel britànic Robert Innes (1861-1933), foren les primeres— RR Lyrae és, de bon tros, la més brillant, i la seva brillantor la convertí en un objectiu fàcil tant per als fotometristes com per als espectroscopistes. El nom de variable RR Lyrae es convertí subseqüentment en un títol adequat per a aquesta important classe d'estrelles.

Constel·lació de la Lira. RR Lyr està situada a l'esquerra de η Lyr, a prop dels límits amb la constel·lació del Cigne.

## Característiques
La distància de la Terra a RR de la Lira romangué incerta fins a l'any 2002, quan s'emprà el Fine Guidance Sensor del Telescopi espacial Hubble per a determinar la distància amb un marge d'error d'un 5%, el valor obtingut fou de 262 parsecs, o sigui, 854 anys llum. En combinar aquestes dades amb les proporcionades pel satèl·lit Hipparcos i d'altres fonts, s'estimà una distància de 258 parsecs, 842 anys llum.
La massa de RR de la Lira és de 0,6 M⊙, amb una temperatura efectiva mitjana a la seva superfície de 6 345 K. La gravetat superficial mitjana (log g) és de 2,45 (equival a g = 2,81 m/s2). L'índex de metal·licitat és negatiu, [Fe/H] = –1,49, la proporció logarítmica entre ferro i hidrogen comparada amb la del Sol; i [α/Fe] = 0,29, la proporció logarítmica d'elements produïts pel procés α i el ferro, comprada amb la del Sol.

## Variables RR Lyrae

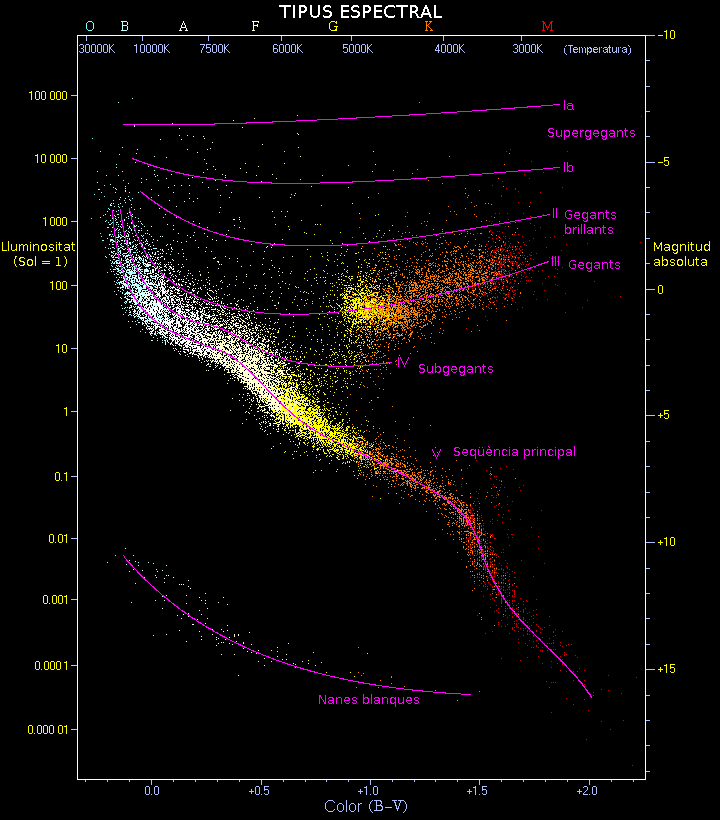
Diagrama de Hertzsprung-Russell.

Les variables RR Lyrae formen part d'una classe selecta de variables polsants conegudes com a polsadors de la franja d'inestabilitat. Aquestes estrelles, totes confinades a una regió estreta del diagrama de Hertzsprung-Russell, polsen per la mateixa raó: les pulsacions són impulsades per la radiació que és parcialment bloquejada en la seva escapada de l'estrella, i l'augment resultant de la pressió i la temperatura les fa expandir. Quan la gravetat les fa contreure de nou, el cicle es repeteix. A causa de les propietats físiques de les estrelles i dels seus interiors estel·lars, només les estrelles amb propietats físiques molt específiques poden fer això, i aquelles que poden es troben en una franja diagonal estreta del diagrama H-R que va des de les estrelles calentes, blaves i tènues a la part inferior esquerra, fins a les estrelles més fredes, vermelles i brillants a la part superior dreta. On aquesta franja interseca una població comuna d'estrelles dins del diagrama H-R és on normalment es troben els polsadors. On interseca la seqüència de les nanes blanques, es troben les estrelles ZZ Ceti (nanes blanques DAV). On interseca la seqüència principal, es troben les variables δ Scuti. On interseca la postseqüència principal, es troben les variables Cefeides i les estrelles W Virginis. I en poblacions estel·lars de baixa metal·licitat, on interseca la branca horitzontal és on es troben les estrelles RR Lyrae.

Posició de les estrelles variables en el diagrama de Hertzsprung-Russell.

Les estrelles RR Lyrae són estrelles gegants velles, que experimenten una etapa única en la vida d'una estrella de baixa massa, la branca horitzontal del diagrama H-R, el període d'evolució de crema del nucli d'heli. Per tant, mostren un rang petit en lluminositat, sent la propietat més variable la seva temperatura efectiva en funció de la massa. El lloc de les masses estel·lars a la branca horitzontal és determinat per la massa del nucli d'heli. Les estrelles RR Lyr varien en tipus espectral des d'A3 fins a A6 i tenen magnituds absolutes d'aproximadament 0,m5, aproximadament 102 L⊙. Són estrelles de baixa massa, de 0,5 a 0,7 M⊙. Les estrelles RR Lyrae presenten diverses corbes de llum diferents, que estan correlacionades amb els seus períodes:
- Per a aquelles estrelles RR Lyr amb només un període observat, l'astrònom estatunidenc Solon Bailey dividí originalment les «variables de cúmul» en dues subclasses principals. Les estrelles RRab tenen períodes que van de 0,3 a 1,2 dies i amplituds típicament de 0,5 a 2 magnituds. Es caracteritzen per corbes de llum en forma de «serra» (branques ascendents abruptes). El prototip de la classe, RR Lyr, és un membre d'aquesta subclasse.
- Les estrelles RRc mostren petites amplituds, generalment inferiors a 0,8 magnituds, períodes curts de 0,2 a 0,5 dies i corbes de llum essencialment sinusoidals. Com en les estrelles δ Sct i δ Cep, la velocitat màxima d'expansió correspon a la màxima llum.[23]
- Les estrelles RRd mostren pulsacions tant fonamentals com del primer sobretò, amb una relació de períodes típica d'aproximadament P1/P0 = 0,75; el prototip d'aquesta classe és AQ Leo.[24]

Les estrelles RR Lyr s'estudien millor com a membres de cúmuls globulars, on apareixen en gran nombre a causa de la població significativa de la branca horitzontal en aquests sistemes estel·lars evolucionats. Es poden classificar segons un índex de metal·licitat, proposat per Preston, que compara el tipus espectral assignat a partir de les línies de metall, especialment Ca II, amb el que s'obté a partir de les línies de Balmer de l'hidrogen. Aquest índex ΔS és una indicació útil de l'abundància de metalls i mostra que les estrelles RR Lyr són estrelles de baixa massa de la Població II, relacionades en les seves propietats polsacionals amb les estrelles W Vir i RV Tau, però de massa molt baixa.